# Kessog
Kessog (auch MacKessog oder MacKessac) (* 460; † 520) war ein irischer Heiliger aus dem frühen Christentum. Er wurde im Jahr 460 als Sohn des Königs von Cashel geboren. Schon im Knabenalter soll er Wunder vollbracht haben. Der Legende nach erweckte Kessog mehrere Kinder von Königen von den Toten. Sein Gedenktag ist der 10. März.

## Leben
Das für Wunder begabte Kind konvertierte im Nendrum-Kloster im County Down zum christlichen Glauben. Der irische Nationalheilige St. Patrick spielte dabei eine nicht mehr klar nachweisbare Rolle. Von dort gelangte Kessog später nach Schottland und missionierte in Lennox und Perthshire. Seinen größten Einfluss hatte er in Loch Lomond, wo noch heute eine Kirche ihm geweiht ist. Kessog starb im Jahr 520 in der Gegend von Bandry den Märtyrertod. Dort ist bis heute eine Steinanhäufung als St. Kessog's Cairn bekannt.